# ملکه جانگ‌گیونگ
ملکه جانگ‌گیونگ (کره‌ای: 장경왕후; هانجا: 章敬王后؛ ۱۰ اوت ۱۴۹۱ – ۱۶ مارس ۱۵۱۵) همسر و دومین ملکه همسر یی یوک، پادشاه جونگ‌جونگ یازدهمین پادشاه چوسان بود. او از سال ۱۵۰۷ تا زمان مرگش در سال ۱۵۱۵ ملکه چوسان بود.

## در فرهنگ عامه
- بازی شده توسط گو بو گیول در مجموعه تلویزیونی سال ۲۰۱۷ کی‌بی‌اس۲، ملکه هفت روزه